# 常倫
常倫（1492年11月30日—1525年），字明卿，号楼居子，山西澤州沁水縣人，明朝文学家、散曲家、政治人物。

## 生平
常倫祖籍曲沃，弘治五年（1492年）出生于泽州沁水县今端氏镇西的樊庄村。他15岁时，作《笔山赋》，得文学家李梦阳、何景明等人赏识。
正德五年（1510年），常倫十九岁时，考取山西鄉試第二名舉人（經魁），而其父常賜曾在弘治二年（1489年）己酉科山西乡试考中第一名举人（解元）。由此曾想在贺宴上与解元斗文，但为其友人所止。正德六年（1511年），常倫中式辛未科會試第四十名，登第三甲第一百七十八名進士。授大理寺右评事。因性格狂傲，喜饮酒作乐，常耽误公事，并且因醉酒时随意议论，致使某些官员不满，于是在正德十年（1515年）的京察中被贬为外补，于是辞病告归。正德十六年（1521年）五月，起任为寿州判官。嘉靖三年（1524年），明世宗遣监察御史巡视江淮，至寿州时因御史对其语稍不逊，常倫自覺受辱，弃官还乡。
嘉靖四年（1525年），常倫偶觉闲居无聊，决定再次出仕，入京途经潞安时，晨起身穿紫红袍的骑马，飞奔到郊外河边舞剑，饮水的马因他倒影上的服装受惊而起，坠入河中，常伦因此溺水而亡，时年三十三岁。

## 著作
其著作《常评事集》四卷，《常评事写情集》二卷在其身后由友人刊刻。
常伦的书画和另一部作品《校正字法》一卷未能存世。

## 家族
曾祖常瑜，贈大理寺評事；祖父常曇，贈監察御史；父常賜，曾任按察司副使。母張氏（封孺人）。具慶下。